# Gulmarg naturreservat
Gulmarg naturreservat är ett 180 km2 stort skyddat område i distriktet Baramula i Jammu och Kashmir i norra Indien. Naturreservatet är beläget vid den nordöstra delen av bergskedjan Pir Panjal och ingår i den nordvästra biogeografiska zonen 2A. Reservatet är beläget 50 km sydväst om Srinagar och 26 km från Baramula. Gulmarg klassades som ett viltreservat år 1981 och blev senare ett naturreservat år 1987.
I naturreservatets högt belägna delar förekommer främst betesmarker. Lägre områden med tempererade väderförhållanden är huvudsakligen täckta av barrskog med träd av tallsläktet, gransläktet och ädelgransläktet samt med trädet Cedrus deodara. Vid trädgränsen förekommer skogar med björk och i dalgångarna nära vattendragen växer andra lövfällande träd som arter av hästkastanjesläktet. Typiska buskar tillhör rhododendronsläktet och ensläktet. I den låga växtligheten ingår olika betydande medicinalväxter som röllika (Achillea millefolium), Dioscorea deltoidea, Fragaria nubicola, äkta johannesört (Hypericum perforatum) och Rheum australe.
I naturreservatet lever flera olika däggdjur som brunbjörn, kragbjörn, leopard, himalayamyskdjur, primaten Semnopithecus ajax, snöleopard, en underart av varg: mongolisk varg (Canis lupus chanco), rödräv, leopardkatt, djungelkatt och gulstrupig mård. I reservatet dokumenterades dessutom 94 olika fågelarter.